# 1661

## أحداث
- 30 يناير - تستخرج جثة أوليفر كرومويل بعد وفاته وتعرض لعملية إعدام، جنبا إلى جنب مع جصة جون برادشو وهنري ايرتون.

## مواليد
- فيودر الثالث.
- ميشيل لو كوين مؤرخ وعالم دين فرنسي.

## وفيات
- يوهان بالتازار شوب.
- مازاران.
- محمد باشا الكوبريللي.